# Dobien
Dobien ist ein Ortsteil von Lutherstadt Wittenberg im Landkreis Wittenberg in Sachsen-Anhalt.

## Geografie
Dobien liegt im Fläming etwa fünf Kilometer nordwestlich Wittenbergs.  Angrenzende Nachbarorte sind Reinsdorf im Südwesten und Braunsdorf im Nordwesten, die jenseits der Bahnstrecke Lutherstadt Wittenberg–Straach liegen. Im Nordosten liegt Schmilkendorf, südöstlich die Ausläufer der Stadt Wittenberg.
Von Nordosten kommend fließt der Krähebach durch Dobien und bildet im Bereich der Grüntalmühle die Grenze zu Schmilkendorf. Im Osten befinden sich Waldgebiete zwischen den Bebauungsgrenzen beider Orte.

## Geschichte

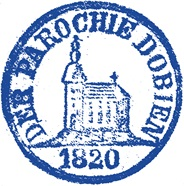

Dobien wurde 1182 erstmals als Burgward mit einem Ritter von Dobien auf dem Wallberg erwähnt. Um 1200 wurde die Anlage durch einen Angriff bewaffneter Wittenberger unbewohnbar. Die im Dreißigjährigen Krieg zerstörte Kirche wurde 1683 wieder aufgebaut, 1813 im Befreiungskrieg jedoch wieder zerstört. 1820 begann der Wiederaufbau.
Die 1672 errichtete Mahlmühle war bis 1954 in Betrieb, eine weitere Mühle lag oberhalb des Ortes und wurde seit 1814 als Tuchmacherei und später zur Papierproduktion genutzt.
Dobien wurde 1937 nach Reinsdorf eingemeindet. Mit der Eingemeindung Reinsdorfs nach Lutherstadt Wittenberg am 15. Oktober 1993 wurde auch Dobien Ortsteil der Kreisstadt.

## Bevölkerung
| Jahr | Einwohnerzahl |
| ---- | ------------- |
| 1871 | 241           |
| 1925 | 743           |
| 1992 | 1372          |
| 2010 | 1365          |
| 2016 | 1290          |

Quellen: 

## Sehenswürdigkeiten
Siehe: Liste der Kulturdenkmale in Lutherstadt Wittenberg

## Verkehr
Dobien liegt an der Landesstraße L 124 zwischen Lutherstadt Wittenberg und Straach. Mit der Buslinie 301 der Vetter Verkehrsbetriebe sind Reinsdorf und das Stadtzentrum Wittenbergs erreichbar.

## Persönlichkeiten
Söhne und Töchter des Ortes
- Hermann Strunk (1882–1933), Politiker (DDP)
- Ilse Neumann (1890–nach 1933), Politikerin (DNVP)
- Johannes Güthling (1903–1979), SS-Führer und Reformpädagoge